# Villaveza del Agua
Villaveza del Agua é um município da Espanha na província de Zamora, comunidade autónoma de Castela e Leão, de área 26,26 km² com população de 266 habitantes (2004) e densidade populacional de 10,13 hab/km².

## Demografia
| Variação demográfica do município entre 1991 e 2004 | Variação demográfica do município entre 1991 e 2004 | Variação demográfica do município entre 1991 e 2004 | Variação demográfica do município entre 1991 e 2004 |
| --------------------------------------------------- | --------------------------------------------------- | --------------------------------------------------- | --------------------------------------------------- |
| 1991                                                | 1996                                                | 2001                                                | 2004                                                |
| 315                                                 | 277                                                 | 265                                                 | 266                                                 |